# Norvège au Concours Eurovision de la chanson 2021
La Norvège est l'un des trente-neuf pays participants du Concours Eurovision de la chanson 2021, qui se déroule à Rotterdam aux Pays-Bas. Le pays est représenté par le chanteur TIX et sa chanson Fallen Angel, sélectionnés lors du Melodi Grand Prix 2021. Le pays se classe 18e avec 75 points lors de la finale.

## Sélection
Le 26 mars 2020, soit huit jours après l'annulation de l'édition 2020, le diffuseur norvégien NRKdécide de reconduire la sélection nationale habituelle : le Melodi Grand Prix. Ulrikke Brandstorp, sélectionnée en 2020, refuse alors l'offre du diffuseur de participer directement à la finale de la sélection.

### Format
Le format est similaire à celui utilisé lors de l'édition 2020, à savoir cinq demi-finales dans lesquelles quatre artistes concourent pour une place en finale. Chaque demi-finale est composée de deux duels, dont les vainqueurs s'affrontent dans un « duel d'or ». Le vainqueur de ce «duel d'or», désigné par vote en ligne, remporte une place en finale. En plus de ces cinq artistes qualifiés s'ajoutent six artistes pré-qualifiés ainsi qu'un artiste repêché parmi les perdants des demi-finales lors d'une nouvelle émission, pour une finale de douze participants. Les six artistes pré-qualifiés présenteront leurs chansons sur scène lors des demi-finales. À la différence de l'édition 2020 cependant, les artistes ne sont pas répartis par région.
Les demi-finales se déroulent tous les samedis du 16 janvier au 13 février 2021 ; l'émission de repêchage a lieu le 15 février et la finale le 20 février 2021. Toutes les émissions ont lieu à la H3 Arena de Fornebu.

### Chansons
La période de dépôt des candidatures a été ouverte du 15 mai 2020 au 16 août 2020. Vingt-six chansons ont finalement été retenues, dont six qualifiées automatiquement,. Les demi-finalistes sont révélés lors de conférences de presse ayant eu lieu cinq jours avant chaque demi-finale et les chansons sont publiées le même jour. Les finalistes qualifiés d'office sont, quant à eux, annoncés en même temps que les participants à la première demi-finale, soit le 11 janvier 2021.
| Chansons participantes        | Chansons participantes | Chansons participantes | Chansons participantes |
| Interprète                    | Titre                  | Langue                 | Auteur(s) |
| ----------------------------- | ---------------------- | ---------------------- | --- |
| Ane.Fin                       | Walking In My Sleep    | Anglais                | Ane Caroline Finstad, Niklas Rosström, Espen Andreas Fjeld, Kim Rune Hagen, Vebjørn Jernberg                                                                                       |
| Atle Petersen                 | World on Fire          | Anglais                | Atle Pettersen, Jesper Borgen, Magnus Clausen, Alexander Standal Pavelich, Peter Daniel Newman                                                                                     |
| Beady Belle                   | Playing with Fire      | Anglais                | Beady Belle |
| Big Daddy Karsten             | Smile                  | Anglais                | Karsten Dahl Marcussen, Are Næsset, Pål Gauslaa Sivertzen |
| Blåsemafian feat. Hazel       | Let Loose              | Anglais                | Jørgen Lund Karlsen, Sigurd Evensen, Stig Espen Hundsnes, Benjamin Sefring, Caroline Teigen                                                                                        |
| Daniel Owen                   | Psycho                 | Anglais                | Daniel Elmhari, Paria Ahmadzade, Marius Hongve, Henrik Høven, Patrick Brizard, Jørgen Troøyen, Leif Inge Fosen, Marcus Nilsen Ulstad                                               |
| Dinaye                        | Own Yourself           | Anglais                | Christian Ingebrigtsen, David Thulin, Dina Matheussen |
| EMMY                          | Witch Woods            | Anglais                | Olli Äkräs, Elsa Søllesvik, Morten Franck |
| Imerika                       | I Can't Escape         | Anglais                | Erika Dahlen, Bjørn Olav Edvardsen, Morten Franck, Ben Adams |
| Jorn                          | Faith Bloody Faith     | Anglais                | Åge Sten Nilsen, Jørn Lande, Eirik Renton, Kjell Åge Karlsen |
| Kaja Rode                     | Feel Again             | Anglais                | Magnus Martinsen, Mirjam Johanne Omdal, Andreas Gjone, Erika Dahlen |
| KEiiNO                        | Monument               | Anglais, same du Nord  | Tom Hugo Hermansen, Alexander Nyborg Olsson, Fred Buljo, Alexandra Rotan, Rüdiger Schramm                                                                                          |
| Ketil Stokkan                 | My Life is OK          | Anglais                | Ketil Stokkan |
| KiiM                          | My Lonely Voice        | Anglais                | Kim Rune Hagen, Espen Andreas Fjeld, Vebjørn Jernberg, Niklas Rosström |
| Landeveiens Helter            | Alt det der            | Norvégien              | Lars-Erik Blokkhus, Petter Bjørklund Kristiansen, Thor-Erik Claussen |
| Maria Solheim                 | Nordlyset              | Norvégien              | Andreas Gjone, Camilla North, Elsbeth Rehder, Torgeir Ryssevik, Maria Solheim |
| Marianne Pentha & Mikkel Gaup | Pages                  | Anglais                | Vanessa Liftig, Robin Lynch, Marianne Pentha, Mikkel Gaup |
| Ole Hartz                     | Vi er Norge            | Norvégien              | Rein Mellbye Van Vliet, Eirik Næss, Ole F. Hartz Gravbråten, Magnus Hagen Clausen, Petter Bjørklund Kristiansen                                                                    |
| Raylee                        | Hero                   | Anglais                | Andreas Stone Johansson, Anderz Wrethov, Laurell Barker, Thomas Stengaard, Frazer Mac                                                                                              |
| Rein Alexander                | Eyes Wide Open         | Anglais                | Rein Alexander Korshamn, Christian Ingebrigtsen, Kjetil Mørland |
| River                         | Coming Home            | Anglais                | Thomas Heiland, Lennart Karlsen, Magnus Claussen, Simen Meland Handeland, Tommy La Vardi                                                                                           |
| Royane                        | Circus                 | Anglais                | Royane Harkati |
| Stavangerkameratene           | Who I Am ,             | Anglais                | Tommy Fredvang, Lars Horn Lavik, Robin Sharma, Glenn Lyse |
| Stina Talling                 | Elevate                | Anglais                | Bård Mathias Bonsaksen, Hilda Stenmalm, Stina Talling, Eirik Hella, Monika Engeseth                                                                                                |
| TIX                           | Fallen Angel,          | Anglais                | Andreas Haukeland |
| TuVeia                        | Bli med meg på gar'n   | Norvégien              | Kristian Galaaen Bredalslien, Roar Galaaen Bredalslien, Bendik Johnsen, Torgeir Ryssevik, Carl-Henrik Wahl, Jonas Holteberg Jensen, Sindre Timberlid Jenssen, Sarah A. V. Johnston |

### Émissions
- Qualifiés
- Vainqueur

#### Demi-finale 1
La première demi-finale a lieu le 16 janvier 2021. Les participants sont annoncés le 11 janvier 2021 et leurs chansons sont publiées le même jour,.
| Duel      | Ordre | Artiste                 | Chanson            | Résultat              |
| --------- | ----- | ----------------------- | ------------------ | --------------------- |
| I         | 1     | Stina Talling           | Elevate            | Qualifiée − Duel d'or |
| I         | 2     | Beady Belle             | Playing with Fire  | Éliminée              |
| II        | 3     | Jorn                    | Faith Bloody Faith | Éliminés              |
| II        | 4     | Blåsemafian feat. Hazel | Let Loose          | Qualifiés – Duel d'or |
| Promotion |       |                         |                    |                       |
| –         | –     | KEiiNO                  | Monument           | Qualifiés d'office    |
| –         | –     | TIX                     | Ut av Mørket       | Qualifié d'office     |

| Ordre | Artiste                 | Chanson   | Résultat |
| ----- | ----------------------- | --------- | -------- |
| 1     | Stina Talling           | Elevate   | Éliminée |
| 2     | Blåsemafian feat. Hazel | Let Loose | Qualifés |

#### Demi-finale 2
La deuxième demi-finale a lieu le 23 janvier 2021. Les participants sont annoncés le 18 janvier 2021 et leurs chansons sont publiées le même jour,.
| Duel      | Ordre | Artiste             | Chanson       | Résultat              |
| --------- | ----- | ------------------- | ------------- | --------------------- |
| I         | 1     | Ketil Stokkan       | My Life is OK | Éliminé               |
| I         | 2     | Daniel Owen         | Psycho        | Qualifié – Duel d'or  |
| II        | 3     | Raylee              | Hero          | Qualifiée – Duel d'or |
| II        | 4     | Maria Solheim       | Nordlyset     | Éliminée              |
| Promotion |       |                     |               |                       |
| –         | –     | Stavangerkameratene | Barndomsgater | Qualifiés d'office    |

| Ordre | Artiste     | Chanson | Résultat  |
| ----- | ----------- | ------- | --------- |
| 1     | Daniel Owen | Psycho  | Éliminé   |
| 2     | Raylee      | Hero    | Qualifiée |

#### Demi-finale 3
La troisième demi-finale a lieu le 30 janvier 2021. Les participants sont annoncés le 25 janvier 2021 et leurs chansons sont publiées le même jour,.
| Duel      | Ordre | Artiste           | Chanson      | Résultat              |
| --------- | ----- | ----------------- | ------------ | --------------------- |
| I         | 1     | Dinaye            | Own Yourself | Éliminée              |
| I         | 2     | Big Daddy Karsten | Smile        | Qualifié – Duel d'or  |
| II        | 3     | EMMY              | Witch Wood   | Qualifiée – Duel d'or |
| II        | 4     | Ole Hartz         | Vi er Norge  | Éliminé               |
| Promotion |       |                   |              |                       |
| –         | –     | Kaja Rode         | Feel Again   | Qualifiée d'office    |

| Ordre | Artiste           | Chanson    | Résultat  |
| ----- | ----------------- | ---------- | --------- |
| 1     | Big Daddy Karsten | Smile      | Éliminé   |
| 2     | EMMY              | Witch Wood | Qualifiée |

#### Demi-finale 4
La quatrième demi-finale a lieu le 23 janvier 2021. Les participants sont annoncés le 18 janvier 2021 et leurs chansons sont publiées le même jour,.
| Duel      | Ordre | Artiste                       | Chanson         | Résultat              |
| --------- | ----- | ----------------------------- | --------------- | --------------------- |
| I         | 1     | Marianne Pentha & Mikkel Gaup | Pages           | Qualifiés – Duel d'or |
| I         | 2     | Landeveiens helter            | Alt det der     | Éliminés              |
| II        | 3     | KiiM                          | My Lonely Voice | Qualifié – Duel d'or  |
| II        | 4     | Royane                        | Circus          | Éliminée              |
| Promotion |       |                               |                 |                       |
| –         | –     | Atle Pettersen                | World on Fire   | Qualifié d'office     |

| Ordre | Artiste                       | Chanson         | Résultat |
| ----- | ----------------------------- | --------------- | -------- |
| 1     | Marianne Pentha & Mikkel Gaup | Pages           | Éliminés |
| 2     | KiiM                          | My Lonely Voice | Qualifié |

#### Demi-finale 5
La cinquième et dernière demi-finale a lieu le 23 janvier 2021. Les participants sont annoncés le 18 janvier 2021 et leurs chansons sont publiées le même jour,.
| Duel      | Ordre | Artiste        | Chanson              | Résultat              |
| --------- | ----- | -------------- | -------------------- | --------------------- |
| I         | 1     | TuVeia         | Bli med meg på gar'n | Éliminés              |
| I         | 2     | River          | Coming Home          | Qualifiés – Duel d'or |
| II        | 3     | Ane.Fin        | Walking in my Sleep  | Éliminée              |
| II        | 4     | Imerika        | I Can't Escape       | Qualifiée – Duel d'or |
| Promotion |       |                |                      |                       |
| –         | –     | Rein Alexander | Eyes Wide Open       | Qualifié d'office     |

| Ordre | Artiste | Chanson        | Résultat  |
| ----- | ------- | -------------- | --------- |
| 1     | River   | Coming Home    | Éliminés  |
| 2     | Imerika | I Can't Escape | Qualifiée |

#### Sistesjansen– Repêchage
Nouveauté de l'édition 2021 du Melodi Grand Prix, les quinze chansons éliminées lors des cinq demi-finales reçoivent une dernière chance d'intégrer la finale lors de l'émission intitulée Sistesjansen (« La dernière chance » en norvégien), diffusée le 15 février 2021. Lors de cette émission, la performance en direct de chacune de ces quinze chansons est rediffusée, puis la chanson la plus sollicitée par le public est repêchée et intègre la finale.
| Ordre | Interprète                    | Titre                | Parcours en demi-finale                   | Résultat |
| ----- | ----------------------------- | -------------------- | ----------------------------------------- | -------- |
| 1     | Beady Belle                   | Playing with Fire    | Duel de qualification de la demi-finale 2 | Éliminée |
| 2     | Jorn                          | Faith Bloody Faith   | Duel de qualification de la demi-finale 1 | Repêchés |
| 3     | Stina Talling                 | Elevate              | Duel d'or de la demi-finale 1             | Éliminée |
| 4     | Ketil Stokkan                 | My Life is OK        | Duel de qualification de la demi-finale 2 | Éliminé  |
| 5     | Maria Solheim                 | Nordlyset            | Duel de qualification de la demi-finale 2 | Éliminée |
| 6     | Daniel Owen                   | Psycho               | Duel d'or de la demi-finale 2             | Éliminé  |
| 7     | Dinaye                        | Own Yourself         | Duel de qualification de la demi-finale 3 | Éliminée |
| 8     | Ole Hartz                     | Vi er Norge          | Duel de qualification de la demi-finale 3 | Éliminé  |
| 9     | Big Daddy Karsten             | Smile                | Duel d'or de la demi-finale 3             | Éliminé  |
| 10    | Landeveiens Helter            | Alt det der          | Duel de qualification de la demi-finale 4 | Éliminés |
| 11    | Royane                        | Circus               | Duel de qualification de la demi-finale 4 | Éliminée |
| 12    | Marianne Pentha & Mikkel Gaup | Pages                | Duel d'or de la demi-finale 4             | Éliminés |
| 13    | Ane.Fin                       | Walking In My Sleep  | Duel de qualification de la demi-finale 5 | Éliminée |
| 14    | TuVeia                        | Bli med meg på gar'n | Duel de qualification de la demi-finale 5 | Éliminés |
| 15    | River                         | Coming Home          | Duel d'or de la demi-finale 5             | Éliminés |

La douzième et dernière place en finale revient au groupe Jorn.

#### Finale
La finale a été diffusée le 20 février 2021. Les quatre chansons recevant le plus de votes se qualifieront pour la finale d'argent, d'où les deux chansons les plus populaires avanceront vers le duel d'or, dont le vainqueur représentera la Norvège au Concours Eurovision de la chanson 2021.
| Ordre | Artiste                 | Titre              | Résultat                    |
| ----- | ----------------------- | ------------------ | --------------------------- |
| 1     | Atle Pettersen          | World on Fire      | Eliminé                     |
| 2     | Raylee                  | Hero               | Eliminée                    |
| 3     | Stavangerkameratene     | Who I Am,          | Eliminés                    |
| 4     | Kiim                    | My Lonely Voice    | Eliminé                     |
| 5     | Blåsemafian feat. Hazel | Let Loose          | Qualifiés – Finale d'argent |
| 6     | Emmy                    | Witch Woods        | Eliminée                    |
| 7     | TIX                     | Fallen Angel,      | Qualifié – Finale d'argent  |
| 8     | Kaja Rode               | Feel Again         | Eliminée                    |
| 9     | Rein Alexander          | Eyes Wide Open     | Eliminé                     |
| 10    | Imerika                 | I Can't Escape     | Eliminée                    |
| 11    | KEiiNO                  | Monument           | Qualifiés – Finale d'argent |
| 12    | Jorn                    | Faith Bloody Faith | Qualifiés – Finale d'argent |

| Ordre | Interprète              | Titre              | Résultat              |
| ----- | ----------------------- | ------------------ | --------------------- |
| 1     | Blåsemafian feat. Hazel | Let Loose          | Eliminés              |
| 2     | TIX                     | Fallen Angel       | Qualifié – Duel d'or  |
| 3     | KEiiNO                  | Monument           | Qualifiés – Duel d'or |
| 4     | Jorn                    | Faith Bloody Faith | Eliminés              |

| Ordre | Interprète | Titre        | Télévote | Place |
| ----- | ---------- | ------------ | -------- | ----- |
| 1     | KEiiNO     | Monument     | 281 043  | 2     |
| 2     | TIX        | Fallen Angel | 380 033  | 1     |

## À l'Eurovision
La Norvège participe à la première demi-finale du 18 mai 2021. Elle s'y classe 10e avec 115 points, se qualifiant donc pour la finale. Lors de celle-ci, elle termine à la 18e place avec 75 points.